# 远距鳄属
遠距鱷（學名：Teleidosaurus）意為「完整的鱷魚」，是種肉食性海生鱷類，屬於地蜥鱷科，生存於侏儸紀中期的巴柔階到巴統階，化石發現於法國的下諾曼底沉積層。

## 種
遠距鱷曾經有三個種：模式種T. calvadosii、T. bathonicus、以及T. gaudryi，化石都發現於法國下諾曼底卡爾瓦多斯省的侏儸紀中期地層。目前只有模式種T. calvadosii是有效種。其他兩種都被建立為新屬，Eoneustes。
模式種是在1866年由Jacques Amand Eudes-Deslongchamps命名，當時為真蜥鱷的一種，Teleosaurus calvadosii。三年後，他的兒子Eugène Eudes-Deslongchamps將該種建立為新屬，更名為Teleidosaurus calvadosii。根據近年的親緣分支分類法研究，遠距鱷並非單系群。
遠距鱷的正模標本在二次大戰被轟炸。副模標本（編號NHM R.2681）是一個完整頭顱骨與下頜。塑模標本（編號NHM 32612）是一個破碎的右下頜。